# Нашвілл (Іллінойс)
Нашвілл (англ. Nashville) — місто (англ. city) в США, в окрузі Вашингтон штату Іллінойс. Населення — 3105 осіб (2020).

## Географія
Нашвілл розташований за координатами 38°20′37″ пн. ш. 89°23′27″ зх. д. / 38.34361° пн. ш. 89.39083° зх. д. (38.343478, -89.390880).  За даними Бюро перепису населення США в 2010 році місто мало площу 7,27 км², з яких 7,04 км² — суходіл та 0,23 км² — водойми.

## Демографія
Згідно з переписом 2010 року, у місті мешкало 3258 осіб у 1338 домогосподарствах у складі 824 родин. Густота населення становила 448 осіб/км².  Було 1452 помешкання (200/км²).
Расовий склад населення:
| - 97,0 % — білих - 0,6 % — чорних або афроамериканців - 0,4 % — азіатів - 0,2 % — корінних американців |

До двох чи більше рас належало 1,2 %. Частка іспаномовних становила 1,3 % від усіх жителів.
За віковим діапазоном населення розподілялося таким чином: 22,6 % — особи молодші 18 років, 56,5 % — особи у віці 18—64 років, 20,9 % — особи у віці 65 років та старші. Медіана віку мешканця становила 41,5 року. На 100 осіб жіночої статі у місті припадало 93,9 чоловіків;  на 100 жінок у віці від 18 років та старших — 89,8 чоловіків також старших 18 років.
Середній дохід на одне домашнє господарство  становив 64 485 доларів США (медіана — 45 806), а середній дохід на одну сім'ю — 83 997 доларів (медіана — 61 700). Медіана доходів становила 45 428 доларів для чоловіків та 32 180 доларів для жінок. За межею бідності перебувало 22,7 % осіб, у тому числі 30,6 % дітей у віці до 18 років та 30,9 % осіб у віці 65 років та старших.
Цивільне працевлаштоване населення становило 1495 осіб. Основні галузі зайнятості: освіта, охорона здоров'я та соціальна допомога — 27,0 %, виробництво — 14,6 %, роздрібна торгівля — 11,2 %, мистецтво, розваги та відпочинок — 10,4 %.